# Nagyborosnyó község
Nagyborosnyó község (románul: Comuna Boroșneu Mare) község Kovászna megyében, Romániában. Központja Nagyborosnyó, beosztott falvai Cófalva, Feldoboly, Kisborosnyó, Kispatak, Lécfalva.

## Népessége
A 2011-es népszámlálás adatai alapján a község népessége 3097 fő volt.